# Puchar Polski (województwo pomorskie) w piłce nożnej mężczyzn (2008/2009)
W sezonie 2008/2009 Puchar Polski na szczeblu regionalnym w województwie pomorskim uczestniczyły 32 drużyny. 14 z OPP Gdańsk, 8 z OPP Słupsk oraz 10 III-ligowców. Rozgrywki wyłoniły zdobywcę Regionalnego Pucharu Polski w województwie pomorskim i uczestnika na szczeblu centralnym Pucharu Polski w sezonie 2009/2010.
Zwyciężyła drużyna Bytovia II Bytów, pokonując w dwumeczu finałowym Bałtyk Gdynia (1:0, 0:0).

## I runda
Do I rundy zakwalifikowało się 14 zespołów z rozgrywek okręgu gdańskiego i 8 zespołów z rozgrywek okręgu słupskiego oraz III-ligowcy: Bałtyk Gdynia, Bytovia Bytów, Cartusia Kartuzy, Gryf 95 Słupsk, Kaszubia Kościerzyna, Olimpia Sztum, Orkan Rumia, Orlęta Reda, Rodło Kwidzyn, Zatoka Puck.
| Drużyna 1           | Wynik        | Dryżyna 2                |
| 7 marca 2009        | 7 marca 2009 | 7 marca 2009             |
| ------------------- | ------------ | ------------------------ |
| Wisła Tczew         | 3:5          | Cartusia Kartuzy         |
| Korona Żelistrzewo  | 2:2 (k. 2:4) | Gryf Wejherowo           |
| 8 marca 2009        |              |                          |
| Diament Trzebielino | 0:1 (pd.)    | Gryf 95 Słupsk           |
| Polonez Bobrowniki  | 0:4          | Zatoka Puck              |
| Start Mrzezino      | 3:0          | Bytovia Bytów            |
| Pomorze Potęgowo    | 0:1          | Bałtyk Gdynia            |
| Gryf Goręczyno      | 0:1          | Orkan Rumia              |
| Piast Człuchów      | 0:3          | Kaszubia Kościerzyna     |
| Victoria Kaliska    | 2:3          | Bytovia II Bytów         |
| Lechia II Gdańsk    | 2:1          | TKP Tczew                |
| GTS Kolbudy         | 2:2 (k. 4:5) | Rodło Kwidzyn            |
| TKP II Tczew        | 6:4          | Żuławy Nowy Dwór Gdański |
| Powiśle Dzierzgoń   | 1:3 (pd.)    | Olimpia Sztum            |
| 6 kwietnia 2009     |              |                          |
| Huragan Przodkowo   | 2:1          | Pogoń Lębork             |
| 8 kwietnia 2009     |              |                          |
| Gryf II Wejherowo   | 1:0          | Orlęta Reda              |
| Koral Dębnica       | 1:2          | Brda Przechlewo          |

## 1/8 finału
| Drużyna 1         | Wynik            | Dryżyna 2            |
| 22 kwietnia 2009  | 22 kwietnia 2009 | 22 kwietnia 2009     |
| ----------------- | ---------------- | -------------------- |
| Gryf 95 Słupsk    | 1:1 (k. 3:4)     | Zatoka Puck          |
| Gryf Wejherowo    | 3:0 (wo.)        | Start Mrzezino       |
| Gryf II Wejherowo | 1:3              | Huragan Przodkowo    |
| Bałtyk Gdynia     | 4:1              | Orkan Rumia          |
| Brda Przechlewo   | 1:3              | Kaszubia Kościerzyna |
| Bytovia II Bytów  | 3:0              | Cartusia Kartuzy     |
| Lechia II Gdańsk  | 4:0              | Rodło Kwidzyn        |
| TKP II Tczew      | 2:3              | Olimpia Sztum        |

## 1/4 finału
| Drużyna 1        | Wynik       | Dryżyna 2            |
| 6 maja 2009      | 6 maja 2009 | 6 maja 2009          |
| ---------------- | ----------- | -------------------- |
| Gryf Wejherowo   | 0:1         | Zatoka Puck          |
| Bałtyk Gdynia    | 4:2         | Huragan Przodkowo    |
| Bytovia II Bytów | 2:1         | Kaszubia Kościerzyna |
| Lechia II Gdańsk | 3:2 (pd.)   | Olimpia Sztum        |

## 1/2 finału
| Drużyna 1        | Wynik        | Dryżyna 2        |
| 27 maja 2009     | 27 maja 2009 | 27 maja 2009     |
| ---------------- | ------------ | ---------------- |
| Zatoka Puck      | 1:2          | Bałtyk Gdynia    |
| Bytovia II Bytów | 4:1          | Lechia II Gdańsk |

## Finał
Mecze finałowe były rozgrywane 11 i 14 czerwca 2009 roku. W pierwszym meczu Bytovia II Bytów zwyciężyła 1:0. Mecz rewanżowy zakończył się bezbramkowym remisem. 
| Drużyna 1        | Wynik           | Dryżyna 2        |
| 11 czerwca 2009  | 11 czerwca 2009 | 11 czerwca 2009  |
| ---------------- | --------------- | ---------------- |
| Bytovia II Bytów | 1:0             | Bałtyk Gdynia    |
| 14 czerwca 2009  |                 |                  |
| Bałtyk Gdynia    | 0:0             | Bytovia II Bytów |

## Źródła
90minut.pl